# 忠穆王
忠穆王（ちゅうもくおう、1337年 - 1348年）は第29代高麗王（在位：1344年 - 1348年）。姓は王、名は昕。蒙古名は八思麻朶児只（パドマ・ドルジ、モンゴル語：ᠪᠠᠳᠮᠠᠳᠣᠷᠵᠢ、Padma dorji）。諡号は忠穆顕孝大王。忠恵王の嫡子。母は元の皇族である徳寧公主。
世子として禿魯花（人質）に行き、父の死去に伴い1344年に8歳で王位に就き、12歳で死亡した。
開府儀同三司・征東行中書省左丞相・上柱国・高麗国王に封じられている。